# 有賀零
有賀 零（ありが れい、2001年10月5日 - ）は、日本の女優である。東京都出身。青春高校3年C組アイドル部の元メンバー。

## 略歴
2018年4月放送開始の「青春高校3年C組」に一期生として出演。出席番号は25番、アイドル部に所属。2021年4月の放送終了に伴い、青春高校3年C組アイドル部での活動も終了。
個人では舞台およびTVで女優として活動。

## 出演

### テレビドラマ
- あなた犯人じゃありません（2021年、テレビ東京）- ボールドウィン零（本人）役
- 君が死ぬまであと100日（2023年10月30日、日本テレビ）第2話 - 主人公の通う高校の生徒 役

### 舞台
- トイレの花子さんたち（2022年5月25日 - 29日、上野ストアハウス）
- 今日は楽しいお葬式（2022年7月21日 - 7月25日、エアースタジオ）[2]
- シンデレラガールは誰だ（2023年1月26日 - 1月30日、エアースタジオ）[3] - 柴崎まあや 役

### テレビ番組
- 青春高校3年C組（2018年4月 - 2021年4月、テレビ東京）[1]
- 奇跡体験!アンビリバボー（2023年8月3日、フジテレビ） - 再現VTR

### アニメ
- ブラッククローバー 第108話・第113話（2019年11月5日・12月3日）（テレビ東京、毎週火曜日 18:25 - 18:55） - パプロ・エスプーマ 役

### WEBCM
- デッドバイデイライト・モバイル（2022年）[4]